# Veia poplítea
A veia poplítea tem uma trajetória ao lado da artéria poplítea e carrega sangue da articulação do joelho e músculos na coxa e da porção posterior da panturrilha em direção ao coração.